# 中央区立京橋築地小学校
中央区立京橋築地小学校（ちゅうおうくりつ きょうばしつきじしょうがっこう）は、東京都中央区築地にある公立小学校。中央区の小学校特認校制度に含まれている。中央区立京橋朝海幼稚園が併設する。
マーチングバンドを6年次に行っている。校歌は土岐善麿作詞、平井保喜作曲。周辺には築地本願寺などがある。

## 沿革
出典
- 1992年（平成4年）
  - 4月1日 - 中央区条例一部改正により、京橋小学校と築地小学校を統合し、東京都中央区立京橋築地小学校として開校する[4]。同日、校地内に中央区立京橋朝海幼稚園も開園。
  - 4月6日 - 開校（園）式挙行。
  - 6月6日 - 開校（園）を祝う会挙行。
  - 6月25日 - この日を開校（園）記念日と定めた。
  - 7月30日 - 体育館空調工事完了。
- 1994年（平成6年）2月2日 - メモリアルホール等複合施設工事がおわり、引渡しが完了。
- 1996年（平成8年）10月4日 - 校庭改修工事完了。
- 2000年（平成12年）4月1日 - 地教行法第59条廃止に伴い、中央区立京橋築地小学校と改称。
- 2003年（平成15年）6月20日 - サッカーイングランド代表デビッド・ベッカムが訪問[8]。
- 2010年（平成22年）8月31日 - 校庭改修工事完了。校庭一部芝生化完了。
- 2011年（平成23年）
  - 10月25日 - 校舎外壁工事完了。
  - 12月27日 - 屋上ビオトープ設置完了。
- 2013年（平成25年）3月11日 - 風力・太陽光ハイブリッド街路灯設置。ハナミズキ記念植樹。
- 2014年（平成26年）5月12日 - 通級指導学級「しおかぜ」開級。
- 2016年（平成28年）4月13日 - 特別支援教室「しおかぜ」開室。
- 2017年（平成29年）
  - 11月6日 - メラニア・トランプ米大統領夫人と安倍昭恵首相夫人が訪問[9][10]。
- 2019年（平成31年）
  - 2月12日 - トイレ改修工事完了。
  - 4月1日 - 中央区教育委員会特認校制度の指定校となる。
- 2022年（令和4年）3月25日 - 校舎及び校庭の大規模改修工事完了。

## 学区
銀座一丁目11番（3号）、12～28番、銀座二丁目10～16番、銀座三丁目9～15番、銀座四丁目9～14番、新富、築地一丁目～六丁目、浜離宮庭園
ただし特認校制度があり区内居住者ならばこの限りではない。
小学校の児童数と教員数
| 年度     | 児童総数 | 1年生 | 2年生 | 3年生 | 4年生 | 5年生 | 6年生 | 教員数 | 職員数 |
| -------- | -------- | ----- | ----- | ----- | ----- | ----- | ----- | ------ | ------ |
| 令和元年 | 249人    | 36人  | 40人  | 45人  | 39人  | 38人  | 51人  | 23人   | 1人    |
| 令和2年  | 261人    | 57人  | 39人  | 39人  | 44人  | 43人  | 39人  | 24人   | 1人    |
| 令和3年  | 286人    | 62人  | 58人  | 39人  | 38人  | 45人  | 44人  | 26人   | 1人    |
| 令和4年  | 326人    | 81人  | 62人  | 62人  | 38人  | 36人  | 47人  | 29人   | 2人    |
| 令和5年  | 355人    | 77人  | 80人  | 62人  | 61人  | 37人  | 38人  | 26人   | 2人    |

## 進学先中学校
- 中央区立銀座中学校

## アクセス
- 東京メトロ日比谷線築地駅下車。なお、学校最寄り出口は2番出口となる。
- 東京メトロ有楽町線新富町駅（出口4）から、徒歩約340m・約5分。
- 都営バス「錦11」系統で、「築地駅」バス停下車。

## 学校周辺
- 中央区立京橋朝海幼稚園 - 同一建物内
- 東京都道50号東京市川線
- 東京メトロ日比谷線築地駅
- 築地本願寺 - 東京都道50号をはさんで、敷地が隣接。
- 東京都道304号日比谷豊洲埠頭東雲町線
- 京橋郵便局
- 築地警察署
- 中央区役所
- 聖路加国際大学
  - 聖路加国際病院
- 東京メトロ有楽町線新富町駅